# Micropsitta bruijnii
Micropsitta bruijnii е вид птица от семейство Psittaculidae.

## Разпространение
Видът е разпространен в Индонезия, Папуа Нова Гвинея и Соломоновите острови.